# Péter Horváth (Schachspieler)
Péter Horváth (* 17. Juni 1972 in Pécs) ist ein ungarischer Schach-Großmeister.

## Leben
Horváth erhielt im Jahr 2006 den Großmeistertitel, die erforderlichen Normen hatte er im September 2001 beim Casino Open in Seefeld, in der ungarischen Mannschaftsmeisterschaft 2003/04 und im Juli 2005 beim Villa de Benasque-Open in Benasque erfüllt.
Horváth siegte oder belegte vordere Plätze in mehreren Turnieren: I. Platz im Statisztika Turnier in Budapest (1996), I.-VI. Platz beim Cseppkő Open in Aggtelek (1996), I. Platz beim 17. Finkenstein Open Latschach (2001), I. Platz beim FS12 GM-Turnier in Budapest (2002) und I. Platz beim FS03 GM-Turnier, ebenfalls in Budapest (2003).

## Vereine
In der höchsten ungarischen Spielklasse, der NB I. Szabó László csoport, spielte Horváth bis 2007 beim Nagykanizsa TSK (ab 2006 Aquaprofit NTSK), mit dem er 2007 ungarischer Mannschaftsmeister wurde, in der Saison 2011/12 bei Komáromi Városi Sakk Közhasznú Sportegyesület und in der Saison 2017/18 bei DVTK Sport Korlátolt Felelősségű Társaság.
In der deutschen Schachbundesliga spielte Horváth von 2012 bis 2014 für den SV Griesheim, in der österreichischen Bundesliga spielte er in der Saison 2006/07 beim SK Leoben.